# Contee della Svezia

Contee della Svezia

Le contee della Svezia (in lingua svedese: län) sono la suddivisione territoriale di primo livello del Paese e sono pari a 21; ciascuna di esse ricomprende a sua volta più comuni.

## Storia
Le contee furono introdotte nel 1634, durante il regno di Gustavo II Adolfo, su iniziativa del conte Axel Oxenstierna, che eliminò la precedente suddivisione in province (landskap); la provincia fu affidata a un governatore (landshövding).
I confini delle province e delle contee spesso si sovrappongono, ma tra i due livelli territoriali intercorrono rilevanti differenze dal punto di vista dell'organizzazione amministrativa. Sono state peraltro introdotte alcune variazioni:
- nel 1810, quando la Finlandia fu conquistata dalla Russia, fu istituita la contea di Norrland,
- nel 1997 e 1998 furono create le contee di Scania (dall'unione delle contee di Malmö e Kristianstad) e di Västra Götaland (dall'unione delle contee di Göteborgs och Bohus, Älvsborg e Skaraborg).

## Amministrazione
Sul modello organizzativo napoleonico, la contea è gestita da due diverse autorità:
- come circoscrizione statale, è sotto il potere della prefettura, il consiglio amministrativo provinciale (Länsstyrelsen), guidata da un governatore di nomina nazionale;
- come ente locale, è amministrata dal consiglio provinciale generalmente chiamato Regione (Region) ed eletto ogni quattro anni dal popolo.

## Lista
| Localizzazione | Stemma | Contea                   | Capoluogo  | Popolazione (2016) | Superficie (km²) |
| -------------- | ------ | ------------------------ | ---------- | ------------------ | ---------------- |
|                |        | Blekinge                 | Karlskrona | 158 453            | 2 946            |
|                |        | Dalarna                  | Falun      | 284 531            | 28 189           |
|                |        | Gävleborg                | Gävle      | 284 586            | 18 199           |
|                |        | Gotland                  | Visby      | 58 003             | 3 151            |
|                |        | Halland                  | Halmstad   | 320 333            | 5 460            |
|                |        | Jämtland                 | Östersund  | 128 673            | 49 341           |
|                |        | Jönköping                | Jönköping  | 352 735            | 10 495           |
|                |        | Kalmar                   | Kalmar     | 242 301            | 11 218           |
|                |        | Kronoberg                | Växjö      | 194 628            | 8 466            |
|                |        | Norrbotten               | Luleå      | 250 570            | 98 245           |
|                |        | Örebro                   | Örebro     | 294 941            | 8 545            |
|                |        | Östergötland             | Linköping  | 452 105            | 10 602           |
|                |        | Scania Skåne län         | Malmö      | 1 324 565          | 11 034           |
|                |        | Stoccolma Stockholms län | Stoccolma  | 2 269 060          | 6 519            |
|                |        | Södermanland             | Nyköping   | 288 097            | 6 102            |
|                |        | Uppsala                  | Uppsala    | 361 373            | 8 207            |
|                |        | Värmland                 | Karlstad   | 279 334            | 17 591           |
|                |        | Västerbotten             | Umeå       | 265 881            | 55 186           |
|                |        | Västernorrland           | Härnösand  | 245 572            | 21 683           |
|                |        | Västmanland              | Västerås   | 267 629            | 5 145            |
|                |        | Västra Götaland          | Göteborg   | 1 171 783          | 23 949           |